# Kim Lũ (làng)
Kim Lũ là một làng cổ thuộc huyện Thanh Trì, nay thuộc phường Đại Kim quận Hoàng Mai thành phố Hà Nội. Làng là một trong các làng cổ ven Thăng Long xưa, có truyền thống khoa bảng vào loại nhất nhì Thăng Long-Hà Nội xưa.

## Lịch sử
Tên làng Kim Lũ, có nghĩa là tơ vàng, gọi theo chữ Nôm là làng Kẻ Lủ hay làng Lủ. Làng Lủ ngày xưa gồm ba xóm là Lủ Cầu, Lủ Trung và Lủ Văn, sau đó phát triển thành ba làng: Kim Giang, Kim Lũ và Kim Văn. Làng Kim Lũ nằm bên bờ dòng Tô Lịch, phía Bắc giáp Hạ Đình, phía Nam giáp Thanh Liệt.
Đến cuối thời Lê, Kim Lũ là một xã thuộc tổng Khương Đình, huyện Thanh Trì, phủ Thường Tín.
Năm 1942, xã Kim Lũ thuộc Đại lý Hoàng Long, Hà Nội. Trong kháng chiến chống Pháp, xã Kim Lũ đổi gọi là Tam Kim, gồm 3 làng có tên Kim. Năm 1949, thêm 2 làng Thượng Đình và Hạ Đình sáp nhập vào xã Tam Kim thuộc quận VI, Hà Nội. Hòa bình lập lại, Thượng Đình và Hạ Đình tách về Nhân Chính, Tam Kim nhập thêm thôn Đại Từ và đổi gọi là xã Đại Kim. Ngày nay là phường Đại Kim, quận Hoàng Mai.
Làng Lủ, Kim Lũ trước kia nổi tiếng với các nghề làm bánh khoai, chè lam và cốm. Hiện nay, chỉ có một số ít gia đình giữ được truyền thống làm Chè Lam.

## Danh nhân
- Hồng Hạo (1677-1748), đỗ Tiến sĩ khoa Canh Dần 1710, đời Lê Dụ Tông.
- Nguyễn Công Thái (1684 - 1758) làm quan đến Tham tụng (Tể tướng) kiêm Tế tửu Quốc Tử Giám triều Lê-Trịnh
- Nguyễn Văn Siêu
- Nguyễn Trọng Hợp
- Tản Đà
- Hoàng Đạo Thành
- Hoàng Đạo Thúy
- Trần Tấn Thọ